# پال بنجامین
پال بنجامین (انگلیسی: Paul Benjamin؛ زادهٔ ۱۹۳۸ (۸۶–۸۷ سال)) یک بازیگر سینما اهل ایالات متحده آمریکا بود.

## گزیده فیلمشناسی
- کابوی نیمه‌شب (1969) - Bartender - New York
- نوارهای اندرسون (1971) - Jimmy
- زاده برای پیروزی (1971) - Fixer
- لید بلی (فیلم) (1976) - Wes Ledbetter
- فرار از آلکاتراز (فیلم) (1979) - English
- کار درست را بکن (1989) - ML
- کادیلاک صورتی (فیلم) (1989) - Judge
- گردن کلفت (۱۹۹۷)
- مأمور ایستگاه (2003) - Henry Styles